# 小宮明日翔
小宮 明日翔（こみや あすか、2000年11月24日 - ）は、日本の俳優。

## 出演

### ドラマ
- 水戸黄門 第42部（2010年） - 竹内孝太郎 役
- 海賊戦隊ゴーカイジャー（2011年） - 森山未来 役
- 土曜ワイド劇場 司法教官・穂高美子3（2014年） - 兎野静夫 役

### 映画
- 仮面ライダー×仮面ライダー W&ディケイド MOVIE大戦2010（2009年） - ネオ生命体 役

### 吹き替え
- キャプテン・アメリカ/ザ・ファースト・アベンジャー（2011年）
- ガーディアンズ 伝説の勇者たち（2013年） - ジェイミー・ベネット 役

### 舞台
- ピーターパン（2009）
- エリザベート（2010）
- レ・ミゼラブル（2011年4月12日 - 6月12日、帝国劇場） - ガブローシュ役（トリプルキャスト）
- ミュージカル忍たま乱太郎 第3弾（2012年1月12日 - 22日、シアターGロッソ） - 山村喜三太 役
- ミュージカル忍たま乱太郎 第3弾・再演（2012年7月4日 - 15日、サンシャイン劇場） - 山村喜三太 役
- ミュージカル『お菓子放浪記』（2017）
- ミュージカル『東京少年少女』（2020）
- 朗読劇『自由なる魂の果てに〜もう一人のアマデウス〜』（2021）
- ミュージカル『お菓子放浪記～ホンモノのお汁粉とニセモノの大福～』（2021）
- 舟木一夫特別講演『壬生義士伝』（2021）
- 朗読劇『月光の夏』（2022）
- ミュージカル『ジョンマイラブ　-ジョン万次郎と鉄の7年-』（2022、坊っちゃん劇場）- 熊次郎役
- ミュージカル『KANO 〜1931 甲子園まで2000キロ〜』（2023、坊っちゃん劇場）- 林明訓役

### CM
- カラオケバンバン
- のりもの王国DS〜YOU!運転しちゃいなよ!〜